# Program Erasmus+
Program Erasmus+ je program Evropske unije, namenjen usposabljanju mladih na izmenjavi v tujini.
Je naslednik programov programov Vseživljenjsko učenje (Lifelong Learning Programme 2007–2013) in Socrates (1994–2006).

## Organizacija
Zanj organizacijsko skrbi Evropska komisija v sodelovanju z mrežo nacionalnih agencij. V Sloveniji sta to MOVIT – Zavod za razvoj mobilnosti mladih ter Center Republike Slovenije za mobilnost in evropske programe izobraževanja in usposabljanja (CMEPIUS).

### Države udeleženke
Poleg članic EU sodelujejo članice Evropskega združenja za prosto trgovino (EFTA), ki so članice Evropskega gospodarskega prostora (EGP): Norveška, Islandija, Lihtenštajn ter države pristopnice, države kandidatke in potencialne kandidatke: Severna Makedonija, Republika Turčija in Republika Srbija.

## Financiranje
Prvikrat se je odvijal v obdobju med letoma 2014 in 2020, ko je bil ocenjen na 14,7 milijard evrov. Trenutni, v trajanju med letoma 2021 in 2027, naj bi bil vreden 26, 2 milijard evrov ter naj bi bil namenjen tudi poklicnemu izobraževanju in izobraževanju odraslih.

## Vsebina
Sestavljen je iz treh ključnih ukrepov in aktivnosti Jean Monnet.

## Kritike
Program naj bi zapostavljal prikrajšane, pripadnike etničnih manjšin in udeležence poklicnih programov. Nekatere univerze so imele kljub visokoletečim ciljem programa težave pri financiranju in z zmanjševanjem sredstev.
Francoski študent v Italiji, Leos Van Melckebeke, avtor satiričnega romana Homo erasmus (2013), je videl, kako študentje prek Erasmusa ne želijo spoznati domačinov, se izogibajo smiselnim medsebojnim pogovorom o prihodnosti Evrope in težavah svoje generacije ter skušajo svojo zdolgočasenost nadomestiti z nenehnimi zabavami brez razloga.